# Reino da Cilícia
O Reino da Cilícia foi um estado independente que existiu de 612 a 546 a.C. Durante e depois do reino independente, a Cilícia foi governada pela dinastia de Sienésis. Sob o Império Aquemênida, o estado permaneceu como uma província autônoma até 400 a.C.

## História

### Antecedentes
A Cilícia é formada por duas partes — a área ocidental inacessível das montanhas Tauro, também conhecida como "Cilícia acidentada", e as planícies orientais, dominadas pelos rios Cidno, Saro e Píramo e ricas em cereais. Na segunda metade do segundo milênio antes de Cristo, toda a região, conhecida como Quizuatena, fazia parte do Império Hitita. Fontes contemporâneas mencionam as duas principais cidades das planícies, Tarso e Adana. A língua mais importante era o lúvio. Naquele tempo, a região era governada por um príncipe da família real hitita, chamado “sacerdote”.
Após a queda do Império Hitita em 1 180 a.C. a região foi incluída no reino neo-hitita de Taruntassa, com a capital em algum lugar na Panfília. Não se sabe quanto tempo esse estado existiu. Quando os assírios descobriram a região no século IX a.C., chamaram a área fértil oriental de Que e a região ocidental de Hilacu ou Quilacu, provável origem do nome Cilícia. As planícies de Que foram originalmente conquistadas pelos assírios. O rei Tiglate-Pileser III (r. 744–727 a.C.) nomeou um governador na região, com residência em Adana. No entanto, não era uma posse segura do Império Neoassírio. Após a morte de Sargão II em 705 a.C., a Cilícia tornou-se independente novamente sob a antiga dinastia, a casa de Muquesa (Muksa). Conhecida pelas fontes fenícias como Mpš e pode (de acordo com uma inscrição de Caratepe) ser identificado com o Mopsus da lenda grega, que se diz ter fundado uma cidade e um oráculo na Cilícia. No entanto, o rei assírio Assaradão (r. 680–669 a.C.) reconquistou a área.
Enquanto isso, a região de Hilacu permaneceu independente. Os assírios não estavam interessados nessa área montanhosa subdesenvolvida e em suas tribos pobres. Contudo, durante o reinado de Assurbanípal (r. 668–631 a.C.), Hilacu foi ameaçado pelos ataques cimérios, uma tribo nômade do nordeste que já havia invadido a Armênia. Portanto, Hilacu se colocou sob proteção assíria.

### Reino
Após a queda do Império Neoassírio em 612 a.C., a Cilícia tornou-se um reino totalmente independente com capital em Tarso. No recém-estabelecido reino ambas as áreas da Cilícia foram unidas. Os gregos deram o título de seus reis, suuanassai, como Sienésis e o nome do país como Cilícia. Por estarem em uma geografia estrategicamente significativa, os cilícios poderiam conseguir expandir seu reino ao norte como o rio Hális em um curto período.[carece de fontes?]
O primeiro rei da Cilícia conhecido é mencionado pelo historiador grego Heródoto. Ele conta que em 585 a.C., o rei Sienésis I, o fundador do reino, e Labineto da Babilônia mediaram as negociações de um tratado de paz no fim da guerra de cinco anos entre a Média e a Lídia:
| “ | “A guerra eclodiu entre os dois países e continuou por cinco anos, durante os quais tanto os lídios quanto os medos obtiveram várias vitórias. Em uma ocasião, eles tiveram uma inesperada batalha no escuro, um evento que ocorreu após cinco anos de guerra indecisa. Os dois exércitos já haviam se envolvido e a luta estava em andamento, quando o dia foi subitamente transformado em noite. [...] Os lídios e medos interromperam a batalha quando viram esse escurecimento do dia; eles estavam mais ansiosos do que estavam para concluir a paz, e uma reconciliação foi mediada por Sienésis, rei da Cilícia e Labineto da Babilônia, que eram homens responsáveis pelo pacto para manter a paz e pela troca de casamento entre os dois reinos. Eles convenceram Alíates a dar sua filha Arienis à Astíages.” | ” |

 Essa história confirma que a Cilícia era naquele momento um poder independente e não pertencia ao Império Neobabilônico. O governo pacífico conduzido pela dinastia de Sienésis manteve o reino sobrevivente.[carece de fontes?] Nada mais de sabe sobre Sienésis I, além do que nos é contado por Heródoto.
Sienésis I provavelmente foi sucedido por Apuassu, que enfrentou as campanhas do rei babilônico Neriglissar em 557 a.C. Embora Apuassu tivesse preparado emboscadas e ataques para deter o avanço babilônico, ele foi derrotado e perseguido por Neriglissar ao longo da costa ciliciana até chegar em Ura, que foi tomada e saqueada por Neriglissar. Apuassu conseguiu fugir e não foi capturado, mas apesar disso a campanha foi bem-sucedida em afirmar o controle babilônico na Cilícia que se tornou um estado-tampão entre o Império Babilônico, Lídia e Império Medo. As razões que levaram a esse ataque são desconhecidas, mas é possível que isso possa ter ocorrido porque Apuassu era um rei vassalo do Império Medo, rival da Babilônia. Sendo assim a campanha foi parcialmente destinada a neutralizar a crescente influência dos medos na Anatólia. No entanto, isso não pode ser confirmado. No outono de 556 a.C., o rei babilônico Nabonido liderou o exército babilônico em uma campanha para da Cilícia. O fato de Nabonido ter feito campanha na Cilícia logo após a campanha de Neriglissar pode sugerir que a Síria, que estava sob domínio da Babilônia, foi ameaçada por invasores da Cilícia, ou pode indicar que Nabonido em geral estava preocupado com a segurança do império. Uma inscrição sugere que Nabonido fez uma campanha bem-sucedida para a Cilícia em 555 a.C., no caminho, talvez atacando a Hamate na Síria, mas o registro é fragmentário.
Quando os medos foram derrotados pelos aquemênidas em 550 a.C., Apuassu pode ter tentado recuperar sua independência, mas ele não teve sucesso e provavelmente por volta de 546 a.C., ele teve que reconhecer a autoridade dos persas para manter a administração local com os cilícios. A Crônica de Nabonido menciona uma campanha do rei Ciro, o Grande por volta de 547/546 a.C. em um certo país não identificado, pois na crônica contém uma lacuna. Não é impossível, mas é improvável que a Lídia seja o alvo dessa campanha. Após essa campanha, não encontramos referências a Cilícia nas fontes babilônicas, o que sugere que não havia mais contatos comerciais entre cilícios e babilônios. Seja como for, em algum momento da década de 540 a.C., Ciro adicionou a Cilícia ao Império Aquemênida, tornando-a um reino vassalo.
O rei persa Xerxes I escolheu a Cilícia para reunir um grande exército para atacar a pátria grega em 481 a.C. No próximo ano, Sienésis II serviu como um dos comandantes da marinha persa. A planície costeira do país costumava servir para reunir exércitos. Embora a Cilícia tivesse um rei nativo, ela era uma satrapia e tinha que pagar altos impostos anuais ao imperador persa. Devido à sua autonomia estendida, os cilícios pagavam mais impostos que outras satrapias. Segundo Heródoto, a Cilícia tinha que dar 500 talentos de prata (aproximadamente 1,3 toneladas) e 360 cavalos brancos como impostos.
Como satrapia do Império Aquemênida, os cilícios eram independentes em seus assuntos internos e mantinham essa autonomia por quase 150 anos. Em 401 a.C., Sienésis III e sua esposa Epiaxa se envolveram em uma revolta de Ciro, o Jovem contra seu irmão Artaxerxes II Mnemão. Sienésis foi forçado a se aliar com Ciro, devido a presença de suas tropas no país. Essa era uma política sólida, porque, caso contrário, a Cilícia teria sido invadida pelo exército rebelde. No entanto, após a derrota de Ciro na Batalha de Cunaxa, a posição de Sienésis foi difícil. A maioria dos estudiosos supõe que esse comportamento marcou o fim da independência da Cilícia, que depois de 400 a.C., tornou-se uma satrapia comum.

## Dinastia de Sienésis
1. Sienésis I: O fundador do reino.

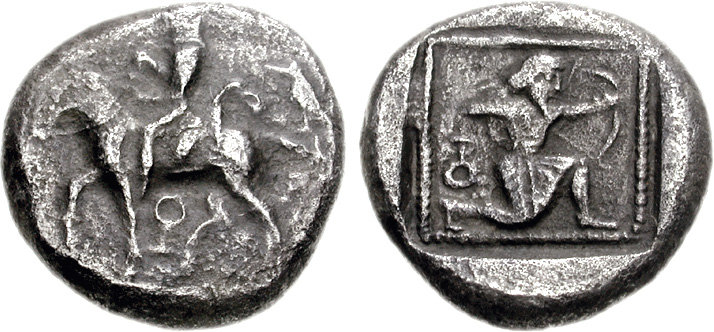
A esquerda uma moeda que possivelmente retrata Sienésis III, Tarso. Cerca de 425-

2. Apuassu: Provavelmente foi filho e sucessor de Sienésis I.
3. Oromedão: acredita-se que ele era filho de Apuassu e o sucedeu por volta da segunda metade do sexto século. Ele foi pai de Sienésis II.
4. Sienésis II: era filho de Oromedão e provavelmente neto de Apuassu. Ele é mencionado como um dos comandantes da marinha persa durante a invasão da Grécia por Xerxes I (480 a.C.). Ele casou sua filha com Pixodaro, um líder cário.
5. Sienésis III: provavelmente era neto de Sienésis II. Ele era casado com Epiaxa.